# CC-330
La carretera  CC-330  es de titularidad de la Diputación de Cáceres. Su categoría es local. Su denominación oficial es  CC-330 , de Trujillo (polígono industrial La Dehesilla) a Huertas de Ánimas (carretera de Los Perales).

## Características
La carretera tiene una longitud de 1,73 kilómetros y comunica el núcleo de población de Huertas de Ánimas con la carretera  N-5  a la altura del cruce con la carretera de Belén. 
Es una carretera de un carril por sentido con una acera elevada en el lado correspondiente al sentido  N-5 .